# Peludópolis
 Peludópolis  es una película argentina de animación en blanco y negro dirigida por Quirino Cristiani sobre su propio guion que se estrenó el 18 de septiembre de 1931. El sonido era sincronizado, esto es que se grababa en un disco independiente del proyector y se ejecutaba en forma paralela a la proyección. La película ocasionó grandes pérdidas a Quirino Cristiani. En la actualidad no se conservan copias del filme.

## Sinopsis
Sátira política en la que se muestra a los piratas al mando de El Peludo (el presidente Hipólito Yrigoyen) abordar la nave del Estado y desalojar a las fuerzas de El Pelado (el expresidente Marcelo Torcuato de Alvear) y enfilar hacia la isla de Quesolandia hasta que aparece el Gobierno Provisional (el dictador José Félix Uriburu) en un barco de papel para tomar el poder.

## Crítica
El crítico Néstor opinó que el filme era "un esfuerzo ponderable ...hay que señalar que el exceso ...de cantidad, ha perjudicado, por lógica compensación, la calidad de la película ...La música fácil y muy bien adaptada contribuye al buen éxito de Peludópolis que ...hace reír y gusta".

## Reconstrucción parcial
Solamente queda de la película un fragmento original de 4 minutos en un detrás de cámara de la cinta y en cuanto a la música que debía acompañarla, se ha encontrado la partitura de la canción llamada "La Ranchera".